# Gamma-konicein
A γ-konicein mérgező vegyület. Kis mennyiségben a foltos bürökben (Conium maculatum) fordul elő a koniin mellett.